# Julie Clarini
Julie Clarini est une journaliste et productrice de radio française.

## Biographie
Agrégée de lettres classiques (1995), Julie Clarini a travaillé à France Culture de 1997, où elle a collaboré aux émissions d'Antoine Spire dans Staccato, jusqu'à l'été 2011.
De 2003 à 2006, elle anime Science culture, un magazine hebdomadaire consacré aux sciences et à leur inscription dans la société.
De 2006 à décembre 2010, elle co-produit l'émission Du grain à moudre, diffusée sur France Culture et qu'elle a créée avec le journaliste Brice Couturier.
À partir de janvier 2011 elle participe aux Matins de France Culture notamment au travers d'une chronique Les Idées claires.
De 2011 à 2017, elle est rédactrice en chef adjointe au supplément littéraire du Monde, Le Monde des livres.
De septembre 2017 à février 2019, elle est responsable du cahier Idées du Monde, puis  rédactrice en chef, chargée des tribunes et des idées.
En novembre 2019, elle est nommée directrice éditoriale adjointe des sciences humaines et documents aux éditions du Seuil.
En mai 2022, elle rejoint le magazine L'Obs en tant que rédactrice en chef du service Idées.

## Publication
- Le Goût de la science. Comment je suis devenu chercheur, éd. Alvik, Paris, 2005,  (ISBN 978-2-914833-37-0).